# Louis-Charles Arsenne
Louis-Charles Arsenne ou Arsène (né à Paris le 13 décembre 1780 et mort dans la même ville le 4 août 1855) est un peintre français du XIXe siècle.
Peintre d'histoires et de portraits, il débute au Salon de 1822, lors duquel il expose plusieurs portraits. Il peint également des peintures d'histoire (en 1824 Psyché et Eudore et Velléda) et surtout religieuses, dont plusieurs sont aujourd'hui conservées dans des églises du Var. Il publie en 1833 un Manuel du peintre et du sculpteur. Il participe une dernière fois au Salon en 1849.

## Liste des œuvres
- Jésus au jardin des oliviers, 1827, Hyères, église Saint-Paul
- Saint Pierre, 1828, Bédoin, église
- Portrait de René-Primevère Lesson, 1829, Rochefort, musée Hèbre de Saint-Clément
- Saint Louis au retour de la croisade, 1840, Hyères, église Saint-Louis
- Les Saintes Femmes au tombeau du Christ, 1843, perdu, autrefois à Cuers, église
- Invention de la vraie croix par sainte Hélène, 1849, Pierrefeu-du-Var, église

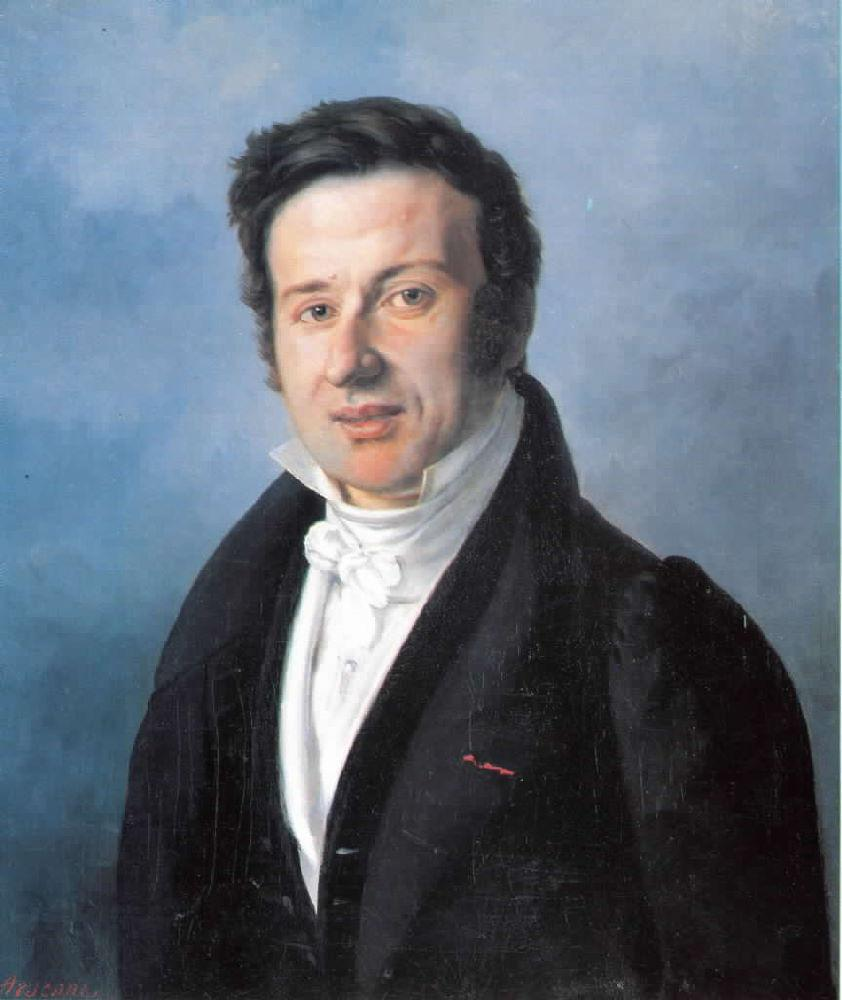
Portrait de René Primevère Lesson (1829).
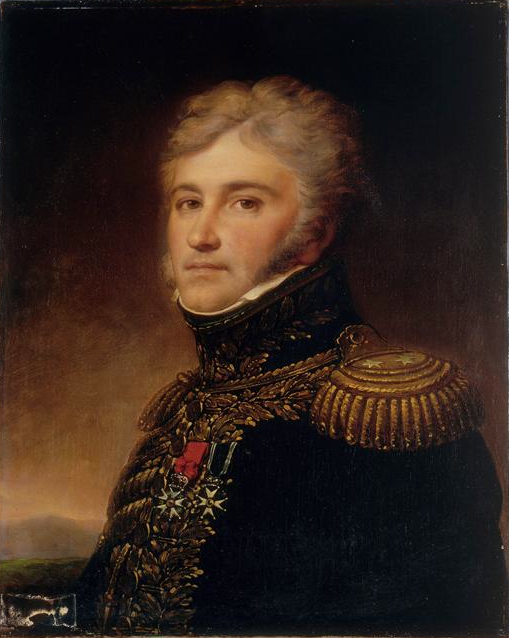
Portrait du général Louis Lepic (1842)